# هوهانس هوهانیسیان (هنرپیشه)
هوهانس گریشایی هوهانیسیان (ارمنی: Հովհաննես Գրիշայի Հովհաննիսյան زاده ۱۸ اکتبر ۱۹۶۲) یک بازیگر اهل ارمنستان است. وی از سال میلادی تاکنون مشغول فعالیت بوده است.

## زندگی‌نامه
وی در ۱۸ اکتبر ۱۹۶۲ در لنیناکان به دنیا آمد و از انستیتو دولتی سینما و تئاتر ایروان فارغ‌التحصیل شد. وی همچنین برندهٔ جوایزی همچون هنرمند افتخاری جمهوری ارمنستان (۲۰۱۱) شده است.